# Жена (часопис)
Жена представља веома значајан, ако не и најзначајнији, лист намењен женама у првим деценијам 20. века. Излазио је у Новом Саду, редовно и континуирано од 1911. до 1921. године. Једини прекид у излажењу био је током Првог светског рата. Својом делатношћу на пољу еманципације жена обележио је не само период током кога је излазио, већ и другу и трећу деценију 20. века.

## О часопису
Часопис Жена је покренула и уређивала Милица Томић, ћерка Светозара Милетића и Анке Милутиновић и жена Јаше Томића. Веома је важна чињеница да је Милица Томић била једина жена уредница међу Србима, зато што је у Новом Саду у то време важила друга правна пракса. Остали женски часописи имали су за уреднике мушкарце, што је био резултат закона на основу ког су жене биле лишене права да се брину о новцу и имовини или да се појављују пред судом. Часопис је покренут с намером да се бави свим питањима која се тичу живота жене.
Просечан број страница је између 65 и 75 страна. Илустрације су ретке, а појављује се неколико фотографија знаменитих жена и понека илустрација у огласима. Претплата за Угарску, Аустрију, Босну и Херцеговину износи 8 К годишње или 2 К на три месеца. За све друге државе 10 динара годишње. Поједини бројеви коштају 80 потура (1 динар) за Црну Гору и Србију.
Као посебно издање часописа Жена издаје Календар са сликама за 1912, 1913, 1914. годину. Уредница календара такође је била Милица Томић.

### Историјат
Женски часопис Жена излазио је од 1911. до 1921. године у Новом Саду. Излазио је редовно сваког првог дана у месецу, са прекидом током Првог светског рата.
Од првог броја (Год. 1, бр. 1, јан. 1911) до почетка рата (год. 4, бр. 7, јул 1914) излазио је са поднасловом „Mесечни часопис за жене”. Обнављањем часописа по завршетку рата (год. 5, бр. 1, феб. 1918) часопис излази са поднасловом „Часопис за поуку и забаву”.
Часопис Жена престао је да излази 1921. године (год. 8, бр. 9/10,нов./дец. 1921). У том задњем броју уредник обавештава читаоце да ће часопис престати да излази због материјалних потешкоћа:
| „ | „Жена“ се бавила свим питањима, која се односе на живот жене и позив њезин. Расправљала је у исцрпним чланцима, а и у омањим, па и ситним белешкама, све што може да користи жени у друштву, у кући, у кујни, при васпитању деце, неговању здравља, а није изостала ни забава. „Жена“ била је савремена, модерна и казала оно што треба казати, али она није падала у крајност, нит је бацила све обзире на страну. За ове четир последње године биле су несебично тешке прилике за „Жену“. Али је наша савест мирна јер смо дали све што смо год могли. Било је доста тешкоћа, али ми смо се ипак надали да ће се часопис „Жена“ моћи одржати. Међутим „Жена“ не може даље, убила је вересија. | ” |

### Периодичност излажења
Излази првог сваког месеца

## Одговорни уредници
Од оснивања до почетка Првог светског рата часопис Жена уређује оснивачица и власница Милица Томић. Променом политичке ситуације по завршетку Првог светског рата, одговорни уредник часописа постаје Јаша Томић.

## Аутори прилога
Број аутора прилога варира од године до године, а најчешће је око 30, при чему су међу ауторима заступљене и жене и мушкарци.
Последњи број у 1911. (год. 1, бр. 12, 1911) доноси фотографије и имена сарадника за ту годину: Јелка Јањићка, Јелена Димитријевић, Јованка Вукаликћка, Зорка Симе-Лазићка, Вукица Мите Алексијевића, Јовaнка Хрваћанин, Анка Милана Ћосића, Милица Јаше Томића, Милан Младеновић, др Никола Ђурђевић, др Ђорђе Красојевић, Јоца Јовановић, др Стеван Иванић, др Коста Хаџи, др Јован Манојловић, др Славко Милетић, Ђорђе Петровић, Мита Ђорђевић, Јован Удицки, Бранко Ролер, Коста Јорговић, Јаша Томић, Мита Клицин, Јаша Јањић.

## Теме
Жена је женски часопис општег типа. Није феминистички у правом смислу речи, пошто се жена најчешће смешта у оквире традиционално схваћених улога мајке, супруге, ћерке и Српкиње, али се ипак инсистира на образовању за жене. У Жени се објављују чланци различитог садржаја, који се баве женском улогом у друштву, политици, култури и кући. Часопис је фокусиран на жене - Српкиње, међутим, нуди добру слику и о женском питању у свету. Укратко речено - Жена је била озбиљан часопис и одиграла је важну улогу у еманципацији и едукацији жена у српским крајевима.